# Kościoły Pokoju
Kościoły Pokoju (niem. Friedenskirche) – trzy kościoły wybudowane w latach 50. XVII wieku w wyniku wielostronnego układu kończącego wojnę trzydziestoletnią. Określenie Kościoły Pokoju nawiązuje do nazwy tego układu zwanego pokojem westfalskim.
Istniejące do dziś kościoły w Świdnicy i Jaworze (województwo dolnośląskie) są największymi drewnianymi budowlami o funkcjach religijnych w Europie. W roku 2001 zostały one wpisane na listę światowego dziedzictwa UNESCO.

## Historia
Kościoły powstały w latach 50. XVII wieku, w następstwie pokoju westfalskiego kończącego wojnę trzydziestoletnią (1618–1648), gdy naciskany przez protestancką Szwecję katolicki cesarz Ferdynand III Habsburg przyznał śląskim luteranom prawo do wybudowania trzech świątyń na obszarach księstw dziedzicznych w Jaworze, Głogowie i Świdnicy, bezpośrednio podległych jego władzy. Przed wojną trzydziestoletnią mieszkańcy tych księstw mogli swobodnie wyznawać luteranizm i odprawiać ewangelickie nabożeństwa. Po wybuchu wojny ewangelikom odebrano prawo do wyznawania własnej wiary i posiadania własnych kościołów. Dopiero pokój westfalski dał szansę ewangelikom na posiadanie własnych świątyń.
Jednakże cesarska zgoda na budowę Kościołów Pokoju celowo została obwarowana dodatkowymi warunkami, które miały utrudnić budowę bądź w wypadku jej ukończenia spowodować krótkotrwałe użytkowanie świątyni:
- budowle miały być wzniesione jedynie z materiałów nietrwałych (drewno, słoma, glina, piasek),
- kościoły mogły być wybudowane jedynie poza granicami miasta, nie dalej jednak niż na odległość strzału armatniego od murów miejskich,
- nie mogły mieć wież, dzwonów, ani tradycyjnego kształtu świątyni,
- musiały być ukończone w ciągu jednego roku,
- musiały zostać wzniesione na koszt protestantów,
- nie mogły przy nich powstać szkoły parafialne.

Zgodnie z ugodą powstały trzy takie kościoły: w Głogowie, Jaworze oraz Świdnicy. Wszystkie zostały ukończone, a do naszych czasów dotrwały dwa – w Jaworze i Świdnicy. Kościół w Głogowie uległ zniszczeniu dwukrotnie: w 1654 huragan spowodował zawalenie się świątyni, odbudowany spłonął w 1758, podczas wielkiego pożaru miasta.